# 서종호
서종호(徐鐘浩, 1980년 6월 20일 ~ )는 대한민국의 필드하키 선수이며 포지션은 공격수이다. 김해시청 소속이다.

## 학력
- 청주대학교 졸업

## 경력
- 2000년 하계 올림픽 남자 하키 국가대표
- 2004년 하계 올림픽 남자 하키 국가대표
- 2008년 하계 올림픽 남자 하키 국가대표
- 2010년 아시안 게임 남자 하키 국가대표
- 2012년 하계 올림픽 남자 하키 국가대표

## 수상
- 2000년 하계 올림픽 남자 하키 은메달
- 2007년 국제 하키 연맹(FIH) 선정 '세계 올스타' 18명에 포함